# Ropalidia nigerrima
Ropalidia nigerrima är en getingart som beskrevs av Vecht 1962. Ropalidia nigerrima ingår i släktet Ropalidia och familjen getingar. Inga underarter finns listade i Catalogue of Life.